# Johannes Terwogt
Johannes Hester Lambertus Terwogt (Oude Wetering, 18 maggio 1878 – Amsterdam, 22 gennaio 1977) è stato un canottiere olandese.

## Carriera
Terwogt partecipò ai Giochi olimpici di Parigi 1900 con la squadra Minerva Amsterdam nella gara di quattro con. Il Minerva Amsterdam riuscì a conquistare la medaglia d'argento nella finale B.
Dopo le Olimpiadi, Terwogt si laureò e divenne pediatria.

## Palmarès
| Anno | Manifestazione  | Sede   | Evento      | Risultato |
| ---- | --------------- | ------ | ----------- | --------- |
| 1900 | Giochi olimpici | Parigi | Quattro con | Argento   |